# Circonscription de Maranoa
La circonscription de Maranoa est une immense (elle couvre 731 297 km2) circonscription électorale fédérale australienne dans le Queensland. Elle a été créée en 1900 et est l'une des 75 circonscriptions existant lors de la première élection fédérale en 1901. Elle porte le nom d'une rivière qui la traverse.
Elle s'étend sur les villes et villages de Charleville, Cunnamulla, Dalby, Roma, Stanthorpe, Winton et Warwick.

## Représentants
| Nom                  | Parti            | Période de mandat |
| -------------------- | ---------------- | ----------------- |
| James Page           | Travailliste     | 1901–1921         |
| James Hunter         | Country          | 1921-1940         |
| Frank Baker          | Travailliste     | 1940–1943         |
| Charles Adermann     | Country          | 1943-1949         |
| Charles Russell      | Country          | 1949-1950         |
| Charles Russell      | Indépendant      | 1950–1951         |
| Wilfred Brimblecombe | Country          | 1951-1966         |
| James Corbett        | Country          | 1966-1980         |
| Ian Cameron          | National         | 1980-1990         |
| Bruce Scott          | National         | 1990–2010         |
| Bruce Scott          | Libéral national | 2010-2016         |
| David Littleproud    | Libéral national | 2016-en cours     |

## Résultats des élections
| Parti                            | Parti                        | Candidat                     | Voix   | %     | ±     |
| -------------------------------- | ---------------------------- | ---------------------------- | ------ | ----- | ----- |
|                                  | Libéral national             | David Littleproud (en)       | 52 382 | 56,26 | +0,26 |
|                                  | Travailliste                 | Dave Kerrigan                | 14 236 | 15,29 | −0,26 |
|                                  | Une nation                   | Mike Kelly                   | 11 070 | 11,89 | −2,73 |
|                                  | UAP                          | Nathan McDonald              | 6,202  | 6,66  | +3,03 |
|                                  | Verts                        | Ellisa Parker                | 4 533  | 4,87  | +1,45 |
|                                  | SFF                          | Malcolm Richardson           | 3 695  | 3,97  | +3,97 |
|                                  | Fédération                   | Brett Tunbridge              | 997    | 1,07  | +1,07 |
| Total des suffrages exprimés     | Total des suffrages exprimés | Total des suffrages exprimés | 93 115 | 96,64 | +0,59 |
| Votes nuls                       | Votes nuls                   | Votes nuls                   | 3 234  | 3,36  | −0,59 |
| Participation                    | Participation                | Participation                | 96 349 | 88,39 | −3,54 |
| Résultat de préférence bipartite |                              |                              |        |       |       |
|                                  | Libéral national             | David Littleproud (en)       | 67 153 | 72,12 | −3,30 |
|                                  | Travailliste                 | Dave Kerrigan                | 25 962 | 27,88 | +3,30 |
|                                  | Libéral national retenir     | Libéral national retenir     | Swing  | −3,30 |       |